# Louise Élisabeth de Bourbon
Louise Élisabeth de Bourbon (Louise Élisabeth), (n. 22 noiembrie 1693, Versailles, communauté d'agglomération Versailles Grand Parc⁠(d), Franța – d. 27 mai 1775, Hôtel de Nevers⁠(d), Paris, Regatul Franței) a fost fiica lui  Louis al III-lea de Bourbon, Prinț de Condé și a soției lui, Louise Françoise de Bourbon, fiica recunoscută a regelui Ludovic al XIV-lea al Franței și a metresei lui, Madame de Montespan.

## Familie
Louise Élisabeth s-a născut la 22 noiembrie 1693 la Palatul Versailles. Ca membră a Casei de Condé, a fost prințesă de sânge. În adolescență era cunoscută la curte ca Mademoiselle de Charolais, titlu care mai târziu a fost purtat de sora ei mai mică. Al treilea copil și a doua fiică a părinților săi, Louise Élisabeth a fost  frumoasă și isteață. A avut încă opt frați și surori:
- Marie Anne Éléonore, Mademoiselle de Bourbon (22 decembrie 1690 – 30 august 1760)
- Louis Henri, Duce de Bourbon (18 august 1692 – 27 ianuarie 1740)
- Louise Anne, Contesă de Charolais (23 iunie 1695 – 8 aprilie 1758)
- Marie Anne, Mademoiselle de Clermont (16 octombrie 1697 – 11 august 1741)
- Charles, Conte de Charolais (19 iunie 1700 – 23 iulie 1760)
- Henriette Louise, Mademoiselle de Vermandois (15 ianuarie 1703 – 19 septembrie 1772)
- Élisabeth Alexandrine, Mademoiselle de Sens (15 septembrie 1705 – 15 aprilie 1765)
- Louis, Conte de Clermont (15 iunie 1709 – 16 iunie 1771)

Tatăl Louisei Élisabeth a fost fiul și moștenitorul lui Henri Jules de Bourbon, Prinț de Condé și primul prinț de sânge al Franței. Mama ei a fost Légitimée de France. La momentul nașterii sale, părinții ei, Ducele și Ducesa de Bourbon, erau căsătoriți de 8 ani. Deși Louise Élisabeth a fost al treilea copil din cei nouă, ea a fost cea mai longevivă.
A fost botezată la capela de la Versailles la 24 noiembrie 1698 împreună cu fratele ei mai mare Louis Henri și sora ei mai mică Louise Anne.
Sora ei Élisabeth Thérèse Alexandrine de Bourbon s-a născut în 1705; Élisabeth Alexandrine a fost numită după sora ei mai mare, "Élisabeth" și după unchiul lor Louis-"Alexandre" de Bourbon.

## Căsătorie

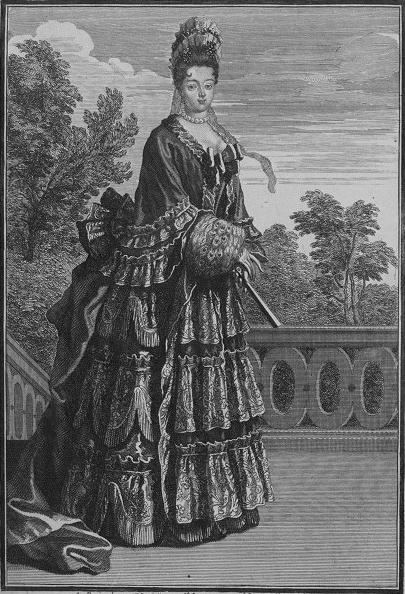
Louise Élisabeth de Bourbon, prințesă de Conti.

La vârsta de 17 ani ambițioasa ei mamă i-a sugerat o căsătorie cu unul dintre nepoții regelui, tânărul Duce de Berry. O asemenea căsătorie i-ar fi adus fiicei prestigiosul rang de petite-fille de France. Totuși, căsătoria nu a avut loc ca urmare a mașinațiunilor mătușii Louisei Élisabeth, Ducesa de Orléans, care l-a vrut pe duce pentru fiica ei, Marie Louise Élisabeth d'Orléans.
Ca rezultat, Louise Élisabeth nu a beneficiat de privilegiile dictate de eticheta strictă de la Versailles, cum ar fi dreptul de a se așeza pe scaun în prezența regelui.
La 9 iulie 1713, Louise Élisabeth s-a căsătorit la Versailles cu vărul ei primar, Louis Armand de Bourbon, Prinț de Conti. Soțul ei, care era cu trei ani mai mic decât mireasa, devenise Prinț de Conti în 1709 după decesul neașteptat al tatălui său, François Louis, Prinț de Conti. Mama lui era pioasa Marie Thérèse de Bourbon, cea mai mare nepoată a Marelui Condé.
Căsătoria ei a fost parte din dublul mariaj dintre familiile Condé și Conti; fratele mai mare al Louisei Élisabeth, Louis Henri de Bourbon, s-a căsătorit cu Mademoiselle de Conti, Marie Anne de Bourbon. Marie Anne va muri în 1720 la naștere. 
Prezenți la nuntă au fost mama ei, Madame la Duchesse; bunica paternă Prințesa de Condé; Ducele de Berry și soția sa Madame de Berry; unchii ei Ducele de Maine, Contele de Toulouse și Ducele de Orléans și mătușile sale Ducesa de Orléans, Marie Anne de Bourbon și Marie Thérèse de Bourbon.
În august 1716, la vârsta de 22 de ani, Louise Élisabeth s-a îmbolnăvit de variolă după ce și-a îngrijit soțul de această boală. Un an mai târziu ea a născut primul ei copil; ea și soțul ei au avut cinci copii.
Louise Élisabeth a avut câteva aventuri extraconjugale, cum ar fi relația ei cu frumosul Philippe Charles de La Fare. Aceste infidelități l-au înfuriat pe soțul neatrăgător a cărui gelozie l-a făscut să devină violent fizic cu soția sa. După o scenă dramatică în casa Conti, prințesa a refuzat să mai trăiască cu soțul ei și s-a refugiat la mama sa.
În 1725, a consimțit să se întoarcă la Prințul de Conti, care nu i-a permis să părăsească Castelul din Isle-Adam. Totuși, mai târziu, ea a reușit să-l convingă să-i permită să se întoarcă la Paris pentru a o naște pe fiica lor, Louise Henriette. Soțul ei a murit un an mai târziu.
Cu sprijinul economistului scoțian John Law care a implementat introducerea banilor de hârtie în Franța în timpul regenței tânărului rege Ludovic al XV-lea al Franței, soțul ei a făcut avere.
În scopul de a încerca să netezească ruptura dintre Casa de Condé și Casa de Orléans, prințesa a aranjat căsătoria dintre fiul ei și verișoara lui primară, Louise Diane d'Orléans. 
După decesul mamei sale în iunie 1743, a cumpărat castelul Louveciennes, care mai târziu a revenit Coroanei. Ludovic al XV-lea la rândul său l-a dăruit succesoarei Doamnei de Pompadour, Madame du Barry. Prințesa de Conti și Ducesa de Orléans și-au unit forțele în 1743 și au organizat căsătoria singurei fiice a Louisei Élisabeth, Louise Henriette cu Louis Philippe d'Orléans, Duce de Chartres.
Prințesa a murit la casa ei, Palatul Conti din Paris, la vârsta de 81 de ani, la 25 mai 1775. Tocmai vânduse palatul fiului ei, Louis François, Prinț Conti, care s-a mutat în el anul următor.